# Moabitskaja tetrad'
Moabitskaja tetrad' (Моабитская тетрадь) è un film del 1968 diretto da Leonid Aleksandrovič Kvinichidze.